# Violetta Oblinger-Peters
Violetta Oblinger-Peters (n. 14 octombrie 1977, Schwerte, Republica Federală Germania, Germania) este o canoistă ce a reprezentat Germania, medaliată olimpică. A participat la 3 ediții ale Jocurilor Olimpice (2000, 2004, 2008) în care a câștigat o medalie de bronz.